# Зубжиця-Гурна
Зубжиця-Гурна (пол. Zubrzyca Górna) — село в Польщі, у гміні Яблонка Новотарзького повіту Малопольського воєводства.
Населення — 2964 особи (2011).
У 1975-1998 роках село належало до Новосондецького воєводства.

## Демографія
Демографічна структура станом на 31 березня 2011 року:
|          | Загалом | Допрацездатний вік | Працездатний вік | Постпрацездатний вік |
| -------- | ------- | ------------------ | ---------------- | -------------------- |
| Чоловіки | 1492    | 442                | 913              | 137                  |
| Жінки    | 1472    | 399                | 830              | 243                  |
| Разом    | 2964    | 841                | 1743             | 380                  |